# アーウィン・プレイン・ネンマーズ経済学賞
アーウィン・プレイン・ネンマーズ経済学賞（Erwin Plein Nemmers Prize in Economics）はアメリカ合衆国の経済学の賞。ノースウェスタン大学から隔年で授与されるが、すでにノーベル経済学賞を受賞している研究者には受賞資格がない。

## 受賞者
太字はノーベル経済学賞受賞者と受賞年
- 2024年: Michael Dean Woodford
- 2022年: Ariel Pakes
- 2020年: クラウディア・ゴールディン (2023年)
- 2018年: デイヴィッド・クレプス
- 2016年: Richard Blundell
- 2014年: ジャン・ティロール (2014年)
- 2012年: ダロン・アシモグル (2024年)
- 2010年: Elhanan Helpman
- 2008年: ポール・ミルグロム (2020年)
- 2006年: ラース・ハンセン (2013年)
- 2004年: アリエル・ルービンシュタイン
- 2002年: エドワード・プレスコット (2004年)
- 2000年: ダニエル・マクファデン (2000年)
- 1998年: ロバート・オーマン (2005年)
- 1996年: トーマス・サージェント (2011年)
- 1994年: ピーター・ダイアモンド (2010年)